# Північна область (Манітоба)
Півні́чна о́бласть (англ. Northern Region) лежить у канадській провінції Манітоба. Вона розташована на Канадському щиті, має вихід до Гудзонової затоки. Основними видами економічної діяльності є видобуток корисних копалин і туризм.
Область складається з чотирьох переписних районів: 19, 21, 22 і 23. Площа області становить 438 491,51 км², яка охоплює 67 % загальної площі земель у провінції Манітоба. Більшість території в області є нерозвиненою дикою природою. Її загальна чисельність населення станом на 2011 рік — 88 146 осіб, що становить лише 7,3 % загальної чисельності населення провінції Манітоба. Найбільший муніципалітет — місто Томпсон. Інші великі населені пункти — Флін-Флон і Де-Па. Індіанці становлять більш як 49 % населення області.
| Канада | Це незавершена стаття з географії Канади. Ви можете допомогти проєкту, виправивши або дописавши її. |